# Tidarren mixtum
Tidarren mixtum es una especie de araña araneomorfa del género Tidarren, familia Theridiidae. Fue descrita científicamente por O. P.-Cambridge en 1896.
Habita desde México hasta Costa Rica.